# Gwabegar
Gwabegar är en ort i Australien. Den ligger i kommunen Narrabri och delstaten New South Wales, i den sydöstra delen av landet, omkring 420 kilometer nordväst om delstatshuvudstaden Sydney. Antalet invånare är 240.
Trakten runt Gwabegar är nära nog obefolkad, med mindre än två invånare per kvadratkilometer.. Gwabegar är det största samhället i trakten.
Omgivningarna runt Gwabegar är i huvudsak ett öppet busklandskap.  Genomsnittlig årsnederbörd är 697 millimeter. Den regnigaste månaden är februari, med i genomsnitt 118 mm nederbörd, och den torraste är oktober, med 7 mm nederbörd.